# Larry Brilliant

Larry Brilliant, 2023

Lawrence Brilliant (* 5. Mai 1944 in Detroit, Michigan) ist ein US-amerikanischer Epidemiologe, Technologe, Philanthrop und Autor, der in den 1970er Jahren bei der Weltgesundheitsorganisation (WHO) zur erfolgreichen Ausrottung der Pocken beigetragen hat.

## Biografie
Brilliant wurde in Detroit, Michigan, geboren. Er ist der Enkel jüdischer Einwanderer aus Osteuropa, deren Nachname ursprünglich Brilladentov war. Brilliant erwarb seinen MPH (Master of Public Health) an der University of Michigan und seinen MD (Doctor of Medicine) an der Wayne State University. 1967, im Summer of Love, ging er für ein Praktikum nach San Francisco.
1969 besetzte eine Gruppe amerikanischer Indianer aus vielen verschiedenen Stämmen, die sich „Indians of All Tribes“ (Indianer aller Stämme) nannten, die Insel Alcatraz in der Bucht von San Francisco. Um einer schwangeren Frau bei der Geburt zu helfen, stieß Brilliant zu ihnen. Brilliant wurde ein Medienliebling, was dazu führte, dass eine Filmgesellschaft ihn in dem Film Medicine Ball Caravan besetzte, wo er einen Arzt in einer Hippie-Gruppe spielte, die den Musikern Grateful Dead, Jefferson Airplane, Jethro Tull und Joni Mitchell folgte. Die Teilnehmer wurden mit Flugtickets nach Indien bezahlt. Brilliant und einige andere verkauften ihre Tickets und mieteten einen Bus, um durch Europa zu fahren. Nach dem Bhola-Zyklon 1970 in Bangladesch (damals Ostpakistan) wurde aus dem Unternehmen ein Hilfskonvoi, um den Opfern vor Ort zu helfen.
Unruhen stoppten den Konvoi, und Brilliant verbrachte mehrere Jahre in Indien, um in einem Himalaya-Aschram bei dem Guru Neem Karoli Baba zu studieren. Dem Rat Babas folgend widmete sich Brilliant in den nächsten Jahren dem Projekt, die Pocken auszurotten. Als medizinischer Mitarbeiter nahm er am entsprechenden Programm der Weltgesundheitsorganisation (WHO) in Indien teil, das schließlich 1980 die weltweite Ausrottung der Pocken verkündete.
Im Dezember 1978 wurde er Mitgründer und Vorsitzender der Seva Foundation, einer internationalen, gemeinnützigen Stiftung zur Bekämpfung behandelbarer Erblindung. Ein wichtiger Beitrag Brilliants war seine Hilfe beim Aufbau des Aravind Eye Hospital in Madurai, Indien.
Als er in die Vereinigten Staaten zurückkehrte, wurde er Professor für internationale Gesundheit an der University of Michigan und startete verschiedene gemeinnützige und geschäftliche Unternehmungen. 1985 gründete er zusammen mit Stewart Brand The WELL, eine prototypische Online-Community.
Brilliant verbrachte die erste Hälfte des Jahres 2005 als Freiwilliger nach dem Tsunami von 2004 in Sri Lanka und arbeitete in Indien mit der WHO an der Kampagne zur Ausrottung der Kinderlähmung. Am 22. Februar 2006 ernannte ihn Google Inc. zum Executive Director von Google.org, dem philanthropischen Arm von Google, eine Position, die er bis April 2009 innehatte, als er Präsident der Skoll Foundation wurde, die 1999 vom ehemaligen eBay-Präsidenten Jeffrey Skoll gegründet wurde.
Neben seinen verschiedenen Geschäftsaktivitäten war Brilliant als Berater und Kommentator bei allen größeren Epidemien tätig, etwa der H1N1-Schweinegrippe im Jahr 2010 und COVID-19.

## Auszeichnungen
- 2004: International Public Health Hero Award, University of California Berkeley School of Public Health[6][11][7]
- 2005: Peacemaker Award[7]
- 2006 TED Prize[11][7][4]
- 2008: One of the 100 Most Influential People in the World und 20 Most Influential Scientists and Thinkers, Time Magazine[6][11][7]
- 2008: UN Global Leadership Award[7]
- 2010: Distinguished Alumni Award, Wayne State University School of Medicine[13]
- 2012: Global Health Champion Award, University of California, Los Angeles Fielding School of Public Health[6]